# Liste von Ziegenrassen
Die Liste von Ziegenrassen nennt Rassen der Hausziege nach Herkunft geordnet.

## Europa
| Bild                                             | Bezeichnung                                                        | Beschreibung | Herkunft                                                              | Verbreitung | Nachweise                                                                                    |
| ------------------------------------------------ | ------------------------------------------------------------------ | --- | --------------------------------------------------------------------- | --- | -------------------------------------------------------------------------------------------- |
|                                                  | Bulaç                                                              | Rot-bräunliches Fell | Albanien                                                              | einige Dörfer in Dibra bei Maqellara | CABRA                                                                                        |
|                                                  | Capore e Mokrrës                                                   | | Albanien                                                              | Mokra-Berge, Südostalbanien | FAO: DAD-IS 2014                                                                             |
| Dragobia(= Dragobi); auch Capore e Dragobisë     | Dragobia (= Dragobi); auch Capore e Dragobisë                      | Name vom Ort Dragobia im Valbona-Tal abgeleitet | Albanien                                                              | Albanische Alpen (Kukës, Tropoja) | FAO: DAD-IS 2014                                                                             |
|                                                  | Dukati                                                             | Name vom Ort Dukat bei Orikum abgeleitet | Albanien                                                              | | FAO: DAD-IS 2014                                                                             |
| Hasi                                             | Hasi                                                               | Rot-bräunliches Fell Name von der Region Has abgeleitet | Albanien                                                              | Has und einzelne Orte in Tropoja und Malësia e Madhe                                                                                          | FAO: DAD-IS 2014                                                                             |
|                                                  | Kallmeti auch Lara Kallmetit                                       | | Albanien                                                              | Zadrima und Umgebung, Postriba (Name vom Ort Kallmet abgeleitet)                                                                              | FAO: DAD-IS 2014; nicht immer von Vela unterschieden                                         |
|                                                  | Liqenas                                                            | Name vom Ort Liqenas abgeleitet | Albanien                                                              | | FAO: DAD-IS 2014                                                                             |
|                                                  | Mati                                                               | Name von der Region Mat abgeleitet | Albanien                                                              | insbesondere in der Region Mat | FAO: DAD-IS 2014                                                                             |
|                                                  | Merturi                                                            | Name von der Region Mërturi abgeleitet | Albanien                                                              | | FAO: DAD-IS 2014                                                                             |
|                                                  | Murme e Zezë                                                       | | Albanien                                                              | | FAO: DAD-IS 2014                                                                             |
|                                                  | Muxhake                                                            | | Albanien                                                              | | FAO: DAD-IS 2014                                                                             |
|                                                  | Muzhake/Lunxhëria                                                  | | Albanien                                                              | Kreis Gjirokastra | FAO: DAD-IS 2014                                                                             |
|                                                  | Muzhake/Vrina                                                      | | Albanien                                                              | Kreis Saranda | FAO: DAD-IS 2014                                                                             |
|                                                  | Ranga                                                              | | Albanien                                                              | | FAO: DAD-IS 2014                                                                             |
|                                                  | Smokthina                                                          | Name vom Ort Smokthina im Shushicatal abgeleitet | Albanien                                                              | | FAO: DAD-IS 2014                                                                             |
|                                                  | Tranga                                                             | | Albanien                                                              | Mirdita | FAO: DAD-IS 2014                                                                             |
|                                                  | Vela                                                               | Name vom Berg Maja e Velës (Mirdita) abgeleitet | Albanien                                                              | um den Berg Maja e Velës | FAO: DAD-IS 2014; nicht immer von Kallmeti unterschieden                                     |
|                                                  | Velipoja                                                           | | Albanien                                                              | Velipoja und umliegende Dörfer bis Bushat | FAO: DAD-IS 2014                                                                             |
|                                                  | Vendi                                                              | Name bedeutet „einheimisch“; zum Teil auch als „gemeine Ziege“ bezeichnet | Albanien                                                              | | FAO: DAD-IS 2014                                                                             |
|                                                  | Bulgarische Langhaarziege                                          | bulgarisch Българска виторога дългокосместа коза (= Bulgarische Schraubenhörnige Langhaarziege) | Bulgarien                                                             | Südwest Bulgarien (Vorberge des Pirin-Gebirges und der Rhodopen), im West- und Zentral-Balkangebirge                                          | GEH FAO: DAD-IS 2014                                                                         |
|                                                  | Kaloferer Langhaarziege (?)                                        | bulgarisch Калоферска Дългокосместа коза | Bulgarien                                                             | ursprünglich in der Region um Kalofer und Karlowo verbreitet wird im letzten Jahrzehnt der Kern der Population in Südwestbulgarien gezüchtet. | FAO: DAD-IS 2014                                                                             |
|                                                  | Lokale Langharziege, Typ Maleševo (?)                              | bulgarisch Местна дългокосместа коза (Малашевски тип) | Bulgarien                                                             | Bergregion Maleševo | FAO: DAD-IS 2014                                                                             |
|                                                  | Bulgarische Weiße Milchziege                                       | bulgarisch Българска бяла млечна коза entstand aus der Kreuzung lokaler Ziegen mit Saananziegen. | Bulgarien                                                             | landesweit | FAO: DAD-IS 2014                                                                             |
| weitere Bilder                                   | Bunte Deutsche Edelziege                                           | entstand 1928 aus den verschiedenen Farbvarianten brauner Ziegen in Deutschland | Deutschland                                                           | | FAO: DAD-IS 2014, TGRDEU                                                                     |
| Braune Harzer Ziege(= Harzziege)                 | Braune Harzer Ziege (= Harzziege)                                  | Die Braune Harzer Ziege ist eine rehfarbene, kurzhaarige Ziege mit hellem Bauch, der durch einen deutlich sichtbaren schwarzen Haarstreifen abgegrenzt wird. Sie wurde Anfang des 20. Jahrhunderts im Harz gezüchtet und galt als ausgestorben. Heute ist sie eine Farbvariante der Bunten Deutschen Edelziege mit der Zuchtbezeichnung „helle Zuchtrichtung“ | Deutschland                                                           | um den Harz | FAO: DAD-IS 2014, TGRDEU, GEH                                                                |
| Erzgebirgsziege                                  | Erzgebirgsziege                                                    | Farbvariante der Bunten Deutschen Edelziege | Deutschland                                                           | | TGRDEU, GEH                                                                                  |
|                                                  | Frankenziege                                                       | Farbvariante der Bunten Deutschen Edelziege: „brauner Grundton des Haarkleids und schwarzer unterer Teil der Beine und Aalstrich“ | Deutschland                                                           | | GEH                                                                                          |
| Rhönziege                                        | Rhönziege                                                          | gilt seit den 1920er Jahren als verschollen und heute als ausgestorben. Ging in die Zucht der Bunten Deutschen Edelziege ein. | Deutschland                                                           | ausgestorben |                                                                                              |
| Schwarzwaldziege(= Wälderziege, Breisgauerziege) | Schwarzwaldziege (= Wälderziege, Breisgauerziege)                  | Farbvariante der Bunten Deutschen Edelziege: „mittel- bis sattbrauner Grundton und heller Unterbauch“ | Deutschland                                                           | Baden-Württemberg | GEH                                                                                          |
| weitere Bilder                                   | Thüringer Waldziege                                                | | Deutschland                                                           | | FAO: DAD-IS 2014, TGRDEU, GEH                                                                |
| weitere Bilder                                   | Weiße Deutsche Edelziege                                           | entstand 1928, indem alle weißen Schläge Deutschlands zusammengefasst wurden, um eine breitere Zuchtbasis zu erhalten. Bereits zuvor wurden Saanenziege und Appenzellerziege eingekreuzt. | Deutschland                                                           | | FAO: DAD-IS 2014, TGRDEU                                                                     |
|                                                  | Langensalzaer Ziege                                                | ausgestorbene Lokalrasse, die in die Weiße Deutsche Edelziege einging. | Deutschland                                                           | ausgestorben |                                                                                              |
|                                                  | Weiße Edelziege                                                    | alte Ziegenrasse, die in die Weiße Deutsche Edelziege einging | Deutschland                                                           | |                                                                                              |
|                                                  | Dansk Landrace                                                     | | Dänemark                                                              | | FAO: DAD-IS 2013                                                                             |
| Suomenvuohi                                      | Suomenvuohi                                                        | | Finnland                                                              | |                                                                                              |
| weitere Bilder                                   | Alpine                                                             | | Frankreich                                                            | | FAO: DAD-IS                                                                                  |
| weitere Bilder                                   | Poitevine-Ziege                                                    | | Frankreich                                                            | |                                                                                              |
|                                                  | Provençale                                                         | | Frankreich                                                            | |                                                                                              |
|                                                  | Corse                                                              | | Frankreich                                                            | |                                                                                              |
| weitere Bilder                                   | Angoraziege                                                        | | Frankreich                                                            | |                                                                                              |
| weitere Bilder                                   | Pyrénées                                                           | | Frankreich                                                            | |                                                                                              |
| weitere Bilder                                   | Rove-Ziege                                                         | | Frankreich                                                            | |                                                                                              |
| Islandziege                                      | Islandziege                                                        | | Island                                                                | Island | FAO: DAD-IS 2014                                                                             |
|                                                  | Bionda dell'Amadello                                               | | Italien                                                               | |                                                                                              |
| Capra Orobica                                    | Capra Orobica                                                      | Autochtone im Bestand bedrohte Ziegenrasse der Bergamasker Alpen (italienisch Alpi Orobie) mit unterschiedlichsten Farbschlägen und langen, flachen und oft gewundenen Hörnern. Sie weidet frei bis in Höhen um 2.500 Meter. Um den Passo San Marco wird ihre frisch gemolkene (Roh-)Milch zur Erzeugung des bis 2016 "Bitto Storico" und seither "Storico Ribelle" genannten, bekannten Alpkäses genutzt, wie auch zur Herstellung des sog. Mascherpa-Käses aus der Molke (ital. siero), die bei der Verkäsung des Storico Ribelle anfällt. Die Capra Orobica ist, wie auch der Storico Ribelle, ein Slow-Food-Presidio. | Italien                                                               | Bergamasker Alpen (italienisch Alpi Orobie) und nächste Umgebung                                                                              |                                                                                              |
| weitere Bilder                                   | Girgentana-Ziege                                                   | | Italien                                                               | | GEH                                                                                          |
|                                                  | Bunte Edelziege                                                    | | Italien, Südtirol                                                     | |                                                                                              |
|                                                  | Passeirer Gebirgsziege                                             | | Italien, Südtirol                                                     | |                                                                                              |
|                                                  | Kystgeit                                                           | | Norwegen                                                              | | FAO: DAD-IS 2013                                                                             |
|                                                  | Norsk (=norwegisch Norsk melkegeit; englisch Norwegian Dairy Goat) | | Norwegen                                                              | | FAO: DAD-IS 2013                                                                             |
| Bunte Holländische Ziege                         | Bunte Holländische Ziege                                           | | Niederlande                                                           | |                                                                                              |
|                                                  | Weiße Holländische Ziege                                           | | Niederlande                                                           | |                                                                                              |
|                                                  | Blobe Ziege                                                        | bodenständige Gebirgsziegenrassen, die von anderen Rassen stark verdrängt wird | Österreich                                                            | Alpensüdseite des Tiroler Raumes | ÖNGENE, archeAustria                                                                         |
| weitere Bilder                                   | Tauernschecke                                                      | | Österreich                                                            | | GEH, ÖNGENE, archeAustria                                                                    |
|                                                  | Steirische Scheckenziege                                           | autochthone Landrasse deren Stammland die Südsteiermark, sowie das Berggebiet rund um Graz ist. | Österreich                                                            | | ÖNGENE, archeAustria                                                                         |
|                                                  | Pinzgauer Ziege                                                    | | Österreich                                                            | | ÖNGENE, archeAustria                                                                         |
|                                                  | Pinzgauer Strahlenziege                                            | | Österreich                                                            | | ÖNGENE, archeAustria                                                                         |
| weitere Bilder                                   | Vierhornziege                                                      | | Österreich                                                            | | acheAustria                                                                                  |
|                                                  | Charnequeira                                                       | | Portugal                                                              | |                                                                                              |
|                                                  | Karpatenziege                                                      | | Rumänien                                                              | |                                                                                              |
|                                                  | Göingeget                                                          | | Schweden                                                              | | FAO: DAD-IS 2013                                                                             |
| weitere Bilder                                   | Jämtget                                                            | | Schweden                                                              | | FAO: DAD-IS 2013                                                                             |
| weitere Bilder                                   | Lappget                                                            | | Schweden                                                              | | FAO: DAD-IS 2013                                                                             |
|                                                  | Svensk Lantrasget                                                  | | Schweden                                                              | | FAO: DAD-IS 2013                                                                             |
| weitere Bilder                                   | Appenzellerziege                                                   | | Schweiz                                                               | | FAO: DAD-IS 2013                                                                             |
|                                                  | Bergeller Ziege                                                    | Name vom Tal Bergell abgeleitet | Schweiz                                                               | ausgestorben | ProSpecieRara                                                                                |
|                                                  | Blenio-Valmaggiaziege (= Tessiner Bergziege)                       | Name vom Bleniotal und Maggiatal abgeleitet | Schweiz                                                               | ausgestorben | ProSpecieRara                                                                                |
| weitere Bilder                                   | Bündner Strahlenziege                                              | | Schweiz                                                               | | FAO: DAD-IS 2013                                                                             |
|                                                  | Bündneroberländer Ziege (= Tavetscher-, Disentiserziege)           | Name vom Bündner Oberland abgeleitet | Schweiz                                                               | ausgestorben | ProSpecieRara                                                                                |
|                                                  | Capra Sempione (= Simplongeiss, Simplergeiss, Gletschergeiss)      | Walliser Ziege mit reinweißem langen Haarkleid, die bei der Rassenbereinigung 1938 zugunsten der Walliser Schwarzhalsziege als unerwünscht erklärt wurde. Name vom Simplonpass abgeleitet | Schweiz, Wallis                                                       | Schweiz und Süddeutscher Raum | ProSpecieRara                                                                                |
|                                                  | Chèvre du Val d’Illiez                                             | Name vom Val d’Illiez abgeleitet | Schweiz                                                               | ausgestorben | ProSpecieRara                                                                                |
|                                                  | Emmenthaler Ziege                                                  | Name vom Emmental abgeleitet | Schweiz                                                               | ausgestorben | ProSpecieRara                                                                                |
|                                                  | Engadiner Ziege                                                    | Name vom Engadin abgeleitet | Schweiz                                                               | ausgestorben | ProSpecieRara                                                                                |
|                                                  | Entlebucher Ziege                                                  | Name vom Entlebuch abgeleitet | Schweiz                                                               | ausgestorben | ProSpecieRara                                                                                |
|                                                  | Freiburger Ziege (= Greyerzer Ziege)                               | | Schweiz                                                               | ausgestorben | ProSpecieRara                                                                                |
|                                                  | Frutiger Ziege                                                     | Name vom Ort Frutigen abgeleitet | Schweiz                                                               | ausgestorben | ProSpecieRara                                                                                |
| weitere Bilder                                   | Gemsfarbige Gebirgsziege (=Gämsfärbige Gebirgsziege)               | Kastanienbraune Ziege mit kurzer glatt anliegende Behaarung und Aalstrich. Trotz gemeinsamer österreichisch/schweizerischer Zuchtgeschichte hat die Rasse einen eigenen Schlag in Österreich. | Österreich, Schweiz                                                   | | FAO: DAD-IS 2013, ÖNGENE, archeAustria                                                       |
|                                                  | Glarner Ziege                                                      | Name von Glarus abgeleitet | Schweiz                                                               | ausgestorben | ProSpecieRara                                                                                |
| weitere Bilder                                   | Graue Bergziege (= italienisch Capra Grigia)                       | | Schweiz                                                               | | FAO: DAD-IS 2013                                                                             |
|                                                  | Grüenochte Geiss (= Grauhalsziege, Milchenziege, Grueni)           | Walliser Ziege mit vorne grauer Zeichnung; wurde zugunsten der Walliser Schwarzhalsziege bei der Rassenbereinigung 1938 als unerwünscht erklärt; ist heute eine der seltensten Ziegen der Schweiz. | Schweiz, Wallis                                                       | Schweiz | ProSpecieRara                                                                                |
|                                                  | Jura Ziege                                                         | | Schweiz                                                               | ausgestorben | ProSpecieRara                                                                                |
| Kupferhalsziege                                  | Kupferhalsziege                                                    | Walliser Ziege mit vorne kupferfarbener Zeichnung; wurde zugunsten der Walliser Schwarzhalsziege bei der Rassenbereinigung 1938 als unerwünscht erklärt. | Schweiz, Wallis                                                       | verschiedene Regionen der Schweiz | ProSpecieRara                                                                                |
|                                                  | Liviner Ziege (= Capra di Leventina)                               | Name vom Tal Leventina abgeleitet | Schweiz                                                               | ausgestorben | ProSpecieRara                                                                                |
|                                                  | Nera Verzasca Ziege (= italienisch Nera Verzasca)                  | Name vom Verzascatal abgeleitet | Schweiz, Tessin                                                       | | FAO: DAD-IS 2013                                                                             |
|                                                  | Oberhalbsteinerziege (= Schamser Ziege)                            | Name vom Tal Oberhalbstein abgeleitet | Schweiz                                                               | ausgestorben | ProSpecieRara                                                                                |
| weitere Bilder                                   | Oberhaslerziege (= Hasliziege, englisch Swiss Alpine, Oberhasli)   | Name vom Tal Oberhasli abgeleitet | Schweiz (die Berge der Kantone Bern, Freiburg, Glarus und Graubünden) | in 30 von 50 Staaten der USA, Kanada; gilt in der Schweiz als ausgestorben                                                                    | Oberhasli/United States of America und Oberhasli/Canada. In: FAO: DAD-IS 2013. ProSpecieRara |
|                                                  | Oberwalliser Bergziege                                             | | Schweiz                                                               | ausgestorben | ProSpecieRara                                                                                |
|                                                  | Obwaldnerziege                                                     | | Schweiz                                                               | ausgestorben | ProSpecieRara                                                                                |
| weitere Bilder                                   | Pfauenziege (= Grau-schwarze Gebirgsziege)                         | | Schweiz (Graubünden, Prättigau)                                       | | FAO: DAD-IS 2013, archeAustria, ÖNGENE                                                       |
|                                                  | Prättigauer Ziege                                                  | Name vom Tal Prättigau abgeleitet | Schweiz                                                               | ausgestorben | ProSpecieRara                                                                                |
|                                                  | Rivieraziege                                                       | | Schweiz                                                               | ausgestorben | ProSpecieRara                                                                                |
| weitere Bilder                                   | Saanenziege                                                        | Name vom Saanenland abgeleitet | Schweiz (Saanenland und Simmental)                                    | | FAO: DAD-IS 2013                                                                             |
|                                                  | Schwarze Bündnerziege                                              | | Schweiz                                                               | ausgestorben | ProSpecieRara                                                                                |
|                                                  | Schwarzenburger Ziege (= Guggisberg Ziege)                         | | Schweiz                                                               | ausgestorben | ProSpecieRara                                                                                |
|                                                  | Schwyzerziege                                                      | Name vom Kanton Schwyz abgeleitet | Schweiz                                                               | ausgestorben | ProSpecieRara                                                                                |
|                                                  | Simmenthaler Ziege                                                 | Name vom Simmental abgeleitet | Schweiz                                                               | ausgestorben | ProSpecieRara                                                                                |
| Stiefelgeiss(= Sardonaziege)                     | Stiefelgeiss (= Sardonaziege)                                      | | Schweiz                                                               | | FAO: DAD-IS 2013                                                                             |
| weitere Bilder                                   | Toggenburger Ziege                                                 | Name vom Toggenburg abgeleitet | Schweiz                                                               | | FAO: DAD-IS 2013                                                                             |
|                                                  | Unterwaldner Ziege                                                 | | Schweiz                                                               | ausgestorben | ProSpecieRara                                                                                |
|                                                  | Unterwalliser Ziege                                                | | Schweiz                                                               | ausgestorben | ProSpecieRara                                                                                |
|                                                  | Urnerziege                                                         | | Schweiz                                                               | ausgestorben | ProSpecieRara                                                                                |
| weitere Bilder                                   | Walliser Schwarzhalsziege                                          | Ziege mit langem, zweifarbigem Haarkleid, deren vordere schwarze Körperhälfte durch eine scharfe Linie von der weißen Nachhand getrennt ist. Sie gehört, wie die nicht offiziell anerkannten Rassen Capra Sempione, Grüenochte Geiss und Kupferhalsziege, zur Gruppe der Walliser Ziegen. | Schweiz, Wallis                                                       | Kanton Wallis | FAO: DAD-IS 2013                                                                             |
|                                                  | Zürcher Ziege (= Weisse Zürcher Ziege, Weisse Schweizer Ziege)     | Die Zürcher Ziege wurde aus Appenzeller und Saanenziegen herausgezüchtet. Ein Herdbuch bestand seit 1926. Die Rasse gilt als ausgestorben. | Schweiz                                                               | ehemals in der Ostschweiz (Zürich, Thurgau); gilt als ausgestorben                                                                            | FAO: DAD-IS 2013, ProSpecieRara                                                              |
|                                                  | Spanische Ziege                                                    | | Spanien                                                               | |                                                                                              |
|                                                  | Murcia-Granada-Ziege                                               | | Spanien                                                               | |                                                                                              |
|                                                  | Vereta                                                             | | Spanien                                                               | |                                                                                              |
|                                                  | Hnedà Kratkosrsta Koza                                             | | Tschechien                                                            | |                                                                                              |
|                                                  | Bilà Kratkosrsta Koza                                              | | Tschechien                                                            | |                                                                                              |
| weitere Bilder                                   | Anglo-Nubier-Ziege                                                 | | Vereinigtes Königreich                                                | |                                                                                              |
| weitere Bilder                                   | Bagot-Ziege                                                        | | Vereinigtes Königreich                                                | |                                                                                              |
| weitere Bilder                                   | British Alpine                                                     | | Vereinigtes Königreich                                                | |                                                                                              |
| weitere Bilder                                   | Golden Guernsey                                                    | | Vereinigtes Königreich                                                | |                                                                                              |
| Irish Goat                                       | Irish Goat                                                         | | Vereinigtes Königreich                                                | |                                                                                              |

## Asien

### Zentralasienund Russland
| Bild | Bezeichnung                                                | Beschreibung | Herkunft                                        | Verbreitung                                                    | Nachweise |
| ---- | ---------------------------------------------------------- | ------------ | ----------------------------------------------- | -------------------------------------------------------------- | --------- |
|      | Orenburger Ziege                                           |              | Russland (Orenburg, Tschelyabinsk, Baschkirien) |                                                                |           |
|      | Pridonskaja Ziege                                          |              | Russland                                        |                                                                |           |
|      | Russische Weiße Ziege                                      |              | Russland                                        |                                                                |           |
|      | Altaiische Bergziege (Gornoaltajskaja-Ziege)               |              | Russland                                        |                                                                |           |
|      | Gorkowskaja Ziege (russisch Горьковская порода коз)        |              | Russland                                        |                                                                |           |
|      | Sowjetische Wollziege (russisch Советская шерстная порода) |              | Russland                                        | hauptsächlich Nordkaukasus, auch in Mittelasien und Kasachstan |           |
|      | Baschkirische Ziege (russisch Башкирская коза)             |              | Russland                                        |                                                                |           |
|      | Schwarze Wollziege (russisch Черные пуховые козы)          |              | Russland, Usbekistan                            |                                                                |           |
|      | Usbekische Schwarze Ziege                                  |              | Usbekistan                                      |                                                                |           |
|      | Mingrelian                                                 |              | Georgien, westliches Georgien                   |                                                                |           |
|      | Don-Kirgiz Cross                                           |              | Kirgisien                                       |                                                                |           |

### Ostasien
| Bild | Bezeichnung | Beschreibung                                                   | Herkunft            | Verbreitung | Nachweise         |
| ---- | --- | -------------------------------------------------------------- | ------------------- | --- | ----------------- |
|      | Chengde Horn Down |                                                                | Volksrepublik China | Chengde, Qinhuangdao, Tangshan, Pingquan und Kuancheng der Provinz Hebei.                                                                | FAO: DAD-IS 2014. |
|      | Chengdu Brown (= Sichuan Tong, englisch Chengdu Grey) |                                                                | Volksrepublik China | Chengdu (Pengzhou, Dujiangyan Dayi, Qionglai) in der Provinz Sichuan und regierungsunmittelbare Stadt Chongqing                          | FAO: DAD-IS 2014. |
|      | Du’an (= oft falsch als Dou’an) |                                                                | Volksrepublik China | Autonomer Kreis Du’an der Yao, Long’an, Laibin, Autonomer Kreis Longsheng mehrerer Nationalitäten im Autonomen Gebiet Guangxi der Zhuang | FAO: DAD-IS 2014  |
|      | Hailun |                                                                | Volksrepublik China | |                   |
|      | Yangtse River Delta White – Haimen (= Zhejiang White, Shanghai White) |                                                                | Volksrepublik China | Zhejiang | FAO: DAD-IS 2014. |
|      | Hexi Cashmere (= englisch Hexirong Cashmere) |                                                                | Volksrepublik China | Jiuquan, Wuwei und Zhangye der Provinz Gansu.                                                                                            | FAO: DAD-IS 2014. |
|      | Huai |                                                                | Volksrepublik China | Provinz Henan | FAO: DAD-IS 2014. |
|      | Huanghuai |                                                                | Volksrepublik China | im Grenzgebiet der Provinzen Henan, Anhui und Jiangsu                                                                                    | FAO: DAD-IS 2014. |
|      | Jining Grey |                                                                | Volksrepublik China | Heze und Jining der Provinz Shandong | FAO: DAD-IS 2014. |
|      | Laoshan Dairy | wurde 1919 aus Saanenziegen und lokalen Ziegen herausgezüchtet | Volksrepublik China | Provinz Shandong | FAO: DAD-IS 2014. |
|      | Qinshan |                                                                | Volksrepublik China | |                   |
|      | Xinjiang (früher: Sinkiang) |                                                                | Volksrepublik China | Kaschgar, Hotan, im Tal des Tarim; Altay, Changji, Kumul, Uigurisches Autonomes Gebiet Xinjiang                                          | FAO: DAD-IS 2014. |
|      | Xuhuai | ein Schlag der Huanghuaiziege                                  | Volksrepublik China | wie Huanghuai | FAO: DAD-IS 2014. |
|      | Zhiwuling Black (= Longdong Black, Shaanbei Black (regional gebraucht im Osten von Gansu (Longdong) und im Norden von Shaanxi (Shaanbei)), Zhiwulin, Ziwulin, Zhiwulian) |                                                                | Volksrepublik China | im Norden der Provinz Shaanxi und dem Osten der Provinz Gansu                                                                            | FAO: DAD-IS 2014. |
|      | Zhongwei (= Tan, Chung-Wei) |                                                                | Volksrepublik China | Provinz Gansu; Zhongwei und Tongxin im Autonomen Gebiet Ningxia der Hui; Autonomes Gebiet Innere Mongolei                                | FAO: DAD-IS 2014. |

### Südasien
| Bild           | Bezeichnung                                                       | Beschreibung | Herkunft                                       | Verbreitung | Nachweise                                 |
| -------------- | ----------------------------------------------------------------- | --- | ---------------------------------------------- | --- | ----------------------------------------- |
|                | Asmari (= Gujeri)                                                 | | Afghanistan (Distrikt Asmar der Provinz Kunar) | | FAO: DAD-IS 2013                          |
|                | Cheeli                                                            | | Afghanistan                                    | | FAO: DAD-IS 2013                          |
|                | Paroni                                                            | Paroni werden vorrangig zur Pashmina-Gewinnung genutzt. | Afghanistan                                    | | FAO: DAD-IS 2013                          |
|                | Rahnama                                                           | | Afghanistan                                    | | FAO: DAD-IS 2013                          |
|                | Watani (=Kabuli, Kandahari, Tajiki; englisch Afghan Native Black) | | Afghanistan                                    | | FAO: DAD-IS 2013                          |
| weitere Bilder | Schwarze Bengalenziege (=Deshi Chagal)                            | Einheimische Rasse des ehemals ungeteilten Bengalen. | Bangladesch, Indien                            | Bengalen, Bihar, Odisha und Nord-Ost-Indien | FAO: DAD-IS 2013: Bangladesch und Indien. |
|                | Ra                                                                | Die Ziegen stammen von bezoarähnlichen Wildziegen ab. In den südlichen Regionen Bhutans sind sie genetisch von indischen Rassen beeinflusst, in den nördlichen Regionen von tibetanischen Ziegen. | Bhutan                                         | im Süden Bhutans, vor allem in Samtse, Chukha, Dagana, Tsirang und Sarpang | FAO: DAD-IS 2013                          |
| weitere Bilder | Barbari (=Sai Bari, Titri Bari, Wadi Bari, Bari)                  | | Indien                                         | Punjab, Haryana und Uttar Pradesh | FAO: DAD-IS 2013                          |
| weitere Bilder | Beetal                                                            | | Indien, Pakistan                               | in nahezu dem gesamten Bewässerungsgebiet der pakistanischen Provinz Punjab, in 3 bis 4 Distrikten im Osten des indischen Bundesstaates Punjab; darüber hinaus aus Indien nach Bangladesch, Jemen, Nepal, Sri Lanka und Vietnam eingeführt. | FAO: DAD-IS 2013: Indien und Pakistan.    |
| weitere Bilder | Changthangi (=Kashmiri; englisch Pashmina Goat)                   | | Indien                                         | Ladakh, Kaschmir (über 4 m) | FAO: DAD-IS 2013                          |
|                | Chigu (=englisch Kangra Valley)                                   | | Indien                                         | im Nordosten Himachal Pradeshs und im Norden von Uttar Pradesh | FAO: DAD-IS 2013                          |
| weitere Bilder | Jamnapari (=Jamunapari, Etawah)                                   | | Indien                                         | Landstrich in Zentral-Uttar-Pradesh, einschließlich Etawah und Etah | FAO: DAD-IS 2013                          |
|                | Zalawadi                                                          | | Indien                                         | Surendranagar und Rajkot in Gujarat | FAO: DAD-IS 2013                          |
|                | Ziege                                                             | Die einheimische Ziege wurde 1983 von den Nördlichen Marianen eingeführt. | Malediven                                      | | FAO: DAD-IS 2013                          |
|                | Chyangra (=Tibetan, englisch Cashmere Goat of Tibet)              | | Nepal                                          | | FAO: DAD-IS 2013                          |
|                | Khari (=englisch Nepalese Southern Hill)                          | | Nepal                                          | | FAO: DAD-IS 2013                          |
|                | Nepalese Northern Hill                                            | | Nepal                                          | | FAO: DAD-IS 2013                          |
|                | Sinhal (=Singhal)                                                 | | Nepal                                          | | FAO: DAD-IS 2013                          |
|                | Terai                                                             | | Nepal                                          | | FAO: DAD-IS 2013                          |
|                | Chappar (=Jablu, Kohistani, Takru, Jabli)                         | | Pakistan                                       | Sindh und Las Bela der Provinz Belutschistan | FAO: DAD-IS 2013                          |
|                | Daera Din Panah                                                   | | Pakistan                                       | Punjab | FAO: DAD-IS 2013                          |
|                | Damani (=Lama)                                                    | | Pakistan                                       | Dera Ismail Khan und Teile des Distriktes Peshawar der Provinz Khyber Pakhtunkhwa | FAO: DAD-IS 2013                          |
|                | Kaghani                                                           | | Pakistan                                       | Abbottabad, Mansehra, Kohistan, Swat, Hazara in Kaghan Valley, der Norden Pakistans | FAO: DAD-IS 2013                          |
|                | Kamori                                                            | | Pakistan                                       | Hyderabad, Nawabshah und Larkana in Sindh | FAO: DAD-IS 2013                          |
|                | Nachi (=Bikaneri)                                                 | | Pakistan                                       | die Distrikte Distrikt Bahawalpur, Multan und Sahiwal im Südosten der Provinz Punjab | FAO: DAD-IS 2013                          |
|                | Sri Lankan (=Shri Lanka, Batueluva)                               | | Sri Lanka                                      | | FAO: DAD-IS 2013                          |

### Südostasien
| Bild | Bezeichnung                        | Beschreibung                                                     | Herkunft                   | Verbreitung | Nachweise |
| ---- | ---------------------------------- | ---------------------------------------------------------------- | -------------------------- | --- | --- |
|      | Philippine (=Kambing)              | Philippine (fine hair) stammt möglicherweise von den Katjang ab. | Philippinen                | Philippinen (im ganzen Land) | Philippine (coarse hair) und Philippine (fine hair). In: FAO: DAD-IS 2014.                                                  |
|      | Katjang (=Kambing Katjang, Kacang) |                                                                  | Indonesien, Laos, Malaysia | - Java, Sumatera und Sulawesi in Indonesien; - im Hochland von Laos, v. a. in den Provinzen Oudomxay, Louang Prabang, Huaphanh und Savannakhet; - West- (Malaiische Halbinsel) und Ostmalaysia; - Thailand | Kacang/Indonesia, Katjang/Indonesia, Katjang/Lao People’s Democratic Republic, Malaysia und Thailand. In: FAO: DAD-IS 2014. |

## Afrika und Naher Osten

### NordafrikaundNaher Osten
| Bild | Bezeichnung            | Beschreibung | Herkunft           | Verbreitung | Nachweise |
| ---- | ---------------------- | ------------ | ------------------ | ----------- | --------- |
|      | Adi Keçi               |              | Türkei             |             |           |
|      | Angoraziege            |              | Türkei             |             |           |
|      | Hejasi                 |              | Saudi-Arabien      |             |           |
|      | Jemenitische Bergziege |              | Jemen              |             |           |
|      | Damaszener             |              | Libanon und Syrien |             |           |

### Afrika(ohneNordafrika)
| Bild           | Bezeichnung | Beschreibung                                                                  | Herkunft           | Verbreitung                               | Nachweise                            |
| -------------- | --- | ----------------------------------------------------------------------------- | ------------------ | ----------------------------------------- | ------------------------------------ |
|                | Benadirziege (=Digwain, Deguen)                                                                                   |                                                                               | Somalia            | Shabelle, Südsomalia                      | FAO: DAD-IS 2013                     |
| weitere Bilder | Burenziege (=Boer)                                                                                                |                                                                               | Südafrika          | weltweit (lt. FAO in mehr als 52 Staaten) | FAO: DAD-IS 2013                     |
|                | Hottentottenziege                                                                                                 | Abkömmling der Nubischen Ziege. Aus ihr wurde die Burenziege herausgezüchtet. | Namibia, Südafrika |                                           |                                      |
|                | Owamboziege |                                                                               |                    |                                           | FAO: DAD-IS 2013                     |
|                | Sahelziege (= Fulani, Touareg, Arabia, französisch Bariolee du Sahel, englisch Sahelian, West African Longlegged) |                                                                               |                    |                                           | FAO: DAD-IS 2013                     |
| weitere Bilder | Gallaziege (= Somaliziege, Degeun, Deghier, Dighi yer, Modugh)                                                    |                                                                               |                    |                                           | Somali/Somalia. In: FAO: DAD-IS 2013 |
| weitere Bilder | Westafrikanische Zwergziege                                                                                       |                                                                               |                    |                                           | FAO: DAD-IS 2013                     |

## Amerika

### Nordamerika
| Bild           | Bezeichnung                                                                                                   | Beschreibung | Herkunft                                                                       | Verbreitung | Nachweise                          |
| -------------- | --- | --- | ------------------------------------------------------------------------------ | ----------- | ---------------------------------- |
|                | American Cashmere                                                                                             | | Vereinigte Staaten                                                             |             |                                    |
| weitere Bilder | Kinder | Diese Ziegenrasse wurde in den Vereinigten Staaten aus Anglo-Nubier-Ziegen und Westafrikanischen Zwergziegen herausgezüchtet.                  | Vereinigte Staaten (Snohomish, Washington, USA)                                |             | FAO: DAD-IS 2013                   |
|                | LaMancha (=American Lamancha)                                                                                 | | Vereinigte Staaten (Oregon)                                                    |             | FAO: DAD-IS 2013                   |
| weitere Bilder | Myotonic Goat (= englisch Epileptic Goats, Nervous Goats, Stiff-Legged Goats, Tennessee Fainting, Wooden Leg) | Mutation einer in den frühen 1880er Jahren, möglicherweise aus Indien, eingeführten asiatischen Rasse, die zuerst in Tennessee entdeckt wurde. | Vereinigte Staaten (Tennessee)                                                 |             | FAO: DAD-IS 2013                   |
| weitere Bilder | San Clemente/Santa Catalina                                                                                   | | Vereinigte Staaten (San Clemente und Santa Catalina Islands, Kalifornien, USA) | USA, Canada | FAO: DAD-IS 2014, FAO: DAD-IS 2014 |

### Südamerika
| Bild | Bezeichnung                    | Beschreibung | Herkunft  | Verbreitung                                                      | Nachweise                               |
| ---- | ------------------------------ | --- | --------- | ---------------------------------------------------------------- | --------------------------------------- |
|      | Bhuj (=Bhuj Brasileira)        | stammt von den Kutchi ab. | Brasilien | im Nordosten Brasiliens                                          | Bhuj/Brazil. In: FAO: DAD-IS 2014.      |
|      | Caninde (=Surrao)              | | Brasilien | Ceará und Piauí im Nordosten Brasiliens                          | Caninde/Brazil. In: FAO: DAD-IS 2014.   |
|      | Moxotó (= englisch Black-Back) | | Brasilien | Tal des Moxotó im Bundesstaat Pernambuco im Nordosten Brasiliens | Moxotó/Brazil. In: FAO: DAD-IS 2014.    |
|      | Repartida (= Surrao)           | Die Repartidaziege stammt von Einkreuzungen eingeführter Tiere mit Tieren der French Alpine ab. Sie ist eine von vier lokalen Ziegenrassen, die aus den Sem Raça Definida (zu Deutsch „Keine Rasse“, d. h. jede Kreuzung im Nordosten Brasiliens) hervorging. | Brasilien | Bundesstaat Bahia im Nordosten Brasiliens                        | Repartida/Brazil. In: FAO: DAD-IS 2014. |
|      | Sem Raca Definida (SRD)        | Sem Raca Definida (= deutsch „Keine Rasse“) ist keine Rasse im eigentlichen Sinne. Als SRD werden alle lokalen Kreuzungen im Nordosten Brasiliens bezeichnet.                                                                                                 | Brasilien | Nordosten Brasiliens                                             | Repartida/Brazil. In: FAO: DAD-IS 2014. |

## Australien und Ozeanien
| Bild           | Bezeichnung                               | Beschreibung | Herkunft                                       | Verbreitung                                  | Nachweise              |
| -------------- | ----------------------------------------- | --- | ---------------------------------------------- | -------------------------------------------- | ---------------------- |
|                | Australian All Brown (= Australian Brown) | Experimentelle Züchtung, die sich noch im Anerkennungsprozess der Dairy Goat Society of Australia (DGSA) befindet.                                                                    | Australien                                     |                                              | FAO: DAD-IS 2013, DGSA |
| weitere Bilder | Australian Cashmere                       | | Australien                                     |                                              | ACGA                   |
|                | Australian feral                          | | Australien                                     |                                              | FAO: DAD-IS 2013       |
|                | Australian Heritage Angora                | Ging 1823 aus Frankreich und der Türkei importierten Ziegen hervor. | Australien                                     |                                              | FAO: DAD-IS 2013       |
|                | Australian Melaan                         | Wurde 2001 durch die Dairy Goat Society of Australia (DGSA) offiziell als eigenständige Rasse anerkannt.                                                                              | Australien                                     |                                              | FAO: DAD-IS 2013, DGSA |
|                | Bernier Island, ausgestorben              | Die Bernier-Island-Ziegen stammen von Milchziegen ab und wurden im Mai 1984 auf Bernier Island ausgemerzt. Es wird daher angenommen, dass keine weiteren Ziegen der Rasse existieren. | Australien (Bernier Island, Western Australia) | vermutlich ausgestorben                      | FAO: DAD-IS 2013       |
| Arapawa        | Arapawa                                   | | Neuseeland                                     | Arapawa Island in Marlborough Sounds         | FAO: DAD-IS 2013       |
|                | Auckland Island                           | | Neuseeland                                     |                                              | FAO: DAD-IS 2013       |
| Kiko           | Kiko                                      | | Neuseeland                                     | als exotische Rasse auch in Nepal eingeführt | FAO DAD-IS 2013        |
|                | New Zealand Base Stock                    | | Neuseeland                                     |                                              | FAO: DAD-IS 2013       |